# Cotyachryson
Cotyachryson is een kevergeslacht uit de familie van de boktorren (Cerambycidae). De wetenschappelijke naam van het geslacht werd voor het eerst geldig gepubliceerd in 2002 door Martins.

## Soorten
Cotyachryson omvat de volgende soorten:
- Cotyachryson inspergatus (Fairmaire & Germain, 1859)
- Cotyachryson philippii (Porter, 1925)
- Cotyachryson sulcicorne (Germain, 1898)